# Mr. Vain
«Mr. Vain» (en español: Sr. Vanidad) es una canción de eurodance de la banda alemana Culture Beat, lanzada en abril de 1993 como el primer sencillo de su segundo álbum de estudio: Serenity.
La canción logró un gran éxito en todo el mundo, alcanzando el número uno en al menos 12 países y hoy es reconocida como una de las canciones de baile más exitosas e importantes de la historia.
En los Estados Unidos fue número 17 en el Billboard Hot 100 y la 2 del Dance Club Songs. Ganó como el «Mejor Sencillo Internacional de Baile» en los Premios Echo de 1994.
Fue escrito por Nosie Katzmann, Steven Levis y Jay Supreme, y producido por Torsten Fenslau. Tania Evans es la vocalista principal y Supreme es el rapero. 

## Crítica
El editor de AllMusic, William Cooper, la llamó: «una melodía house atractiva». La comparó con Rhythm Is a Dancer de Snap! y Another Night de Real McCoy por su «uso del teclado instantáneamente memorable». Larry Flick de Billboard lo describió como: «una canción rave/Hi-NRG», afirmando que «si su éxito en las listas europeas es un indicador justo, entonces la canción estará de moda en cuestión de minutos». Nicole Leedham de The Canberra Times señaló: «la combinación de soul, letras perspicaces y música amigable con la pista de baile» de Culture Beat. El periódico estudiantil Columbia Daily Spectator declaró que «rapear casi indiscernible sobre un ritmo techno pulsante y una línea de sintetizador inolvidable, la convierten en la canción de baile por excelencia de los 90». Tom Ewing de Freaky Trigger escribió: «se dirige directamente al oscuro corazón del club, dibujando a un depredador de la pista de baile que, como Ebeneezer Goode [sic], es tanto metáfora como personaje. Para las drogas, la lujuria, la pérdida de control, ¿quién sabe? La letra casi allí funciona en inglés en beneficio de la canción – hay una poesía incómoda en "Call him Mr Raider, call him Mr Wrong" – y por una vez el rap obligatorio no es una vergüenza, con el flujo regodeante y bajo de Jay Supreme recordándome a los clásicos de Chicago house a sabiendas diabólicos como Your Only Friend. Mr Vain es la contracara de All That She Wants y casi tan buen disco pop».
John Patrick de Lake District News declaró: «El ritmo es un sueño para cualquier baile y las palabras se vuelven tan familiares que puedes cantar junto con el coro en la señal». James Masterton dijo en su comentario semanal de las listas del Reino Unido: «Espera el éxito de baile del verano. Aunque en realidad como uno de los mejores discos de baile europeos del año hasta ahora, probablemente habría sido un gran éxito de todos modos». Diana Valois de The Morning Call anotó: «su fórmula de ritmos de staccato, líneas de bajo profundas y riffs de teclado nerviosos y pequeños. Equilibrar la voz sombría de Jay Supreme es el alma optimista de una alegre Tania Evans». Alan Jones de Music Week consideró la canción: «enloquecedoramente comercial pero líricamente sin sentido y con ritmos enormemente comerciales».
Jim Farber de New York Daily News lo describió: «propulsivo, con ritmos electrónicos ágiles y rap break de moda. Musicalmente, la canción recuerda fuertemente el éxito de Snap "Rhythm Is a Dancer", pero su choque de dos voces ofrece un nuevo giro. Una voz (proporcionada por la cantante de R&B Tania Evans) describe burlonamente al narcisista "Mr. Vain", mientras que una segunda (de un rapero llamado Jay Supreme) encarna el deseo egoísta del personaje principal: es un comentario sobre el ensimismamiento en una pista hecha para el mundo indulgente de los clubes de baile». Pop Rescue la llamó «fantásticamente pegadiza».

## Rendimiento en listas
Fue uno de los sencillos más vendidos en toda Europa de 1993. Primero se rompió en Alemania antes de romper más ampliamente durante el verano, en algún momento encabezando las listas en Austria, Bélgica, Dinamarca, Finlandia, Alemania, Irlanda, Italia, los Países Bajos, Noruega, Suiza y el Reino Unido, así como en el Eurochart Hot 100. En el Reino Unido, la canción alcanzó el primer lugar durante su cuarta semana en el UK Singles Chart,el 22 de agosto de 1993,y fue el primer sencillo en encabezar la lista que no fue lanzado en vinilo de 7 pulgadas. El sencillo pasó cuatro semanas en la cima de la lista y vendió más de 442.000 copias en el Reino Unido.
Fuera de Europa, alcanzó el número uno en Australia, en el RPM Dance/Urban Chart en Canadá y en Zimbabue. En los Estados Unidos, el sencillo alcanzó el número 17 en el Billboard Hot 100 de los Estados Unidos y obtuvo una certificación de oro por la Recording Industry Association of America (RIAA). También alcanzó el número dos durante dos semanas en la lista Billboard Dance Club Songs. También se cartografió en Japón.
Finalmente, la canción también obtuvo un disco de oro en: Austria, los Países Bajos, Suecia, Suiza y el Reino Unido, mientras que recibió un disco de plata en Francia. También fue galardonado con un disco de oro de 3× en Alemania, con una venta de 750.000 unidades, y un disco de platino en Australia y Noruega.

## Videoclip
El video musical fue dirigido por el sueco Matt Broadley.
Jay se mira en un espejo, jóvenes bailan animadamente en una fiesta de disfraces de temática sobre el siglo XVIII y Tania canta. Jay aparece y aborda a Tania, siguiéndola por la casa y ella lo rechaza por su vanidad. Al final de la fiesta; muchas parejas se formaron y los solteros continúan bailando, Jay está desanimado pero Tania aparece y le muestra su reflejo en un espejo: tiene escamas en su rostro, simbolizando la vanidad.
Hasta septiembre de 2021, el videoclip aún no se ha publicado en el canal oficial de Culture Beat en YouTube. No obstante existen videos no oficiales, que entre los diez primeros suman más de 200 millones de visualizaciones.

### Inspiración
La letra de la canción le recordó a Broadley los intelectuales del siglo XVIII, quienes al perseguir la secularización del Estado fueron llamados vanidosos por la Iglesia católica. Inspirado en los sentimientos de aquella época, diseñó una fiesta actual en la que los participantes se vestían con trajes de la época y se asemejaba al ambiente de Rock Me Amadeus.
La fiesta del siglo XVIII se convirtió en una temática regular de videos musicales. Posteriores videoclips incluyen a Me quedaré solo de Amistades Peligrosas en 1996 y Everybody (Backstreet's Back) de los Backstreet Boys en 1997.

## Impacto y legado
En Alemania, los Premios Echo honraron la canción con un premio en la categoría de «Mejor Sencillo Internacional de Baile» en 1994.
Club MTV la clasificó en el número 65 en su lista de Los 100 himnos de baile más grandes de los 90 de todos los tiempos en noviembre de 2011.
The Guardian la eligió en su Sounds of Germany: a history of German pop in 10 songs en 2012. Escribieron: «El glorioso Mr Vain de Culture Beat, con su ritmo de rollicking, voces de diva y rap sobre pilotes, se acerca más que nada a resumir el espíritu del género».
El canal de música australiano Max la colocó en el número 732 en su lista de Las 1000 mejores canciones de todos los tiempos en 2012.
En su «The ABC in Eurodance» en 2016, la emisora finlandesa Yleisradio señaló: «Si alguien pudiera buscar la canción de éxito arquetípica del Eurodance en una enciclopedia, probablemente habría un enlace a un archivo de audio para Mr. Vain, una canción que más que ninguna llegó a definir la música de baile de los 90».
BuzzFeed enumeró a la canción número 17, en su lista The 101 Greatest Dance Songs Of the '90s en 2017.

## Otras versiones
Uno de los escritores originales de la canción, Nosie Katzmann, grabó una nueva versión country.
En 2003 y con motivo de los 10 años de la canción, los propios Culture Club lanzó: Mr. Vain Recall.